# Razarači klase 052D
Razarači klase 052D (NATO/OSD razarač klase Luyang III ) klasa su razarača s vođenim projektilima u mornarici Narodnooslobodilačke armije Kine. Tip 052D je veća inačica tipa 052C. Ima bunarski sustav za vertikalno lansiranje (VLS) i radar s aktivnim elektroničkim skeniranjem (AESA). Novi VLS nije ograničen na projektile zemlja-zrak, što čini tip 052D prvim višenamjenskim razaračem u Kini.

## Etimologija
Kineski mediji tip 052D neformalno nazivaju kineskim Aegisom, prikazujući ga kao vršnjaka suvremenih brodova mornarice Sjedinjenih Država opremljenih borbenim sustavom Aegis.

## Dizajn

### Senzori
Tip 052D opremljen je radarom tipa 346A AESA i tipa 518 L-pojasa.
Tip 052D opremljen je sonarom promjenljive dubine (VDS) i linearnim tegljenim sonarom. Tijelo VDS-a je aerodinamična obloga opremljena hidrodinamičkim lopaticama u obliku slova Y za stabilnost. 

### Naoružanje
Tip 052D je prvi kineski borbeni brod koji koristi univerzalni bunarski VLS, za razliku od VLS koncentričnog tipa koji su se nalazili na ranijim brodovima. Na brodu su 64 bunara; 32 naprijed i 32 straga. VLS je navodno implementacija standarda GJB 5860-2006. VLS može ispaliti inačicu rakete zemlja-zrak povećanoga dometa HHQ-9, YJ-18 protubrodske krstareće rakete i CY-5 protupodmorničke rakete. 
Glavni top je 130 mm oružje.
Rane jedinice bile su opremljene sa 7-cijevnim oružanim sustavom tip 730 CIWS. Ovo je u kasnijim jedinicama zamijenjeno većim tipom 1130 CIWS s 11 cijevi.

### Podatkovne veze
Tip 052D koristi zajednički sustav integrirane podatkovne veze (JSIDLS) i pomorsku zajedničku taktičku podatkovnu vezu (NCTDL). JSIDLS je ekvivalent Linku 16 i certificiran je u lipnju 2012. NCTDL je dvosmjerna šifrirana podatkovna veza sljedeće generacije s podrškom za elektrooptičke i laserske bespilotne letjelice; zamjenjuje stariji HN-900.

### Pogon
Pogon je kombinirani dizelski ili plinski (CODOG) sustav s dvije 28 MW QC-280 plinske turbine i s dva 6 MW (8000 KS) MTU 20V 956TB92 dizel motora. 
Stroj pokreće dvije osovine za najveću brzinu od 56 km/h.

### Galerija
- Kunming (172) na otoku Changxing
- Hefei (174) tijekom posjeta Helsinkiju 2017
- Xiamen (154) 20. travnja 2018